# 維赫瓦特尼夫齊
48°40′45″N 26°50′12″E / 48.67917°N 26.83667°E
維赫瓦特尼夫齊（烏克蘭語：Вихватнівці），是烏克蘭的村落，位於該國西部赫梅利尼茨基州，由卡緬涅茨-波多利斯基區負責管轄，面積2.18平方公里，2001年人口572，人口密度每平方公里262.02人。